# Delta III
El cohete Delta III es una lanzadera espacial no reutilizable desarrollada por Boeing perteneciente a la familia Delta. El primer Delta III fue lanzado el 26 de agosto de 1998. De sus tres vuelos, los dos primeros fracasaron, y el tercero solamente puso en órbita una carga inerte de pruebas. El Delta III tiene la capacidad de elevar una carga de 3.800 kg a una órbita de transferencia geoestacionaria, el doble que su predecesor Delta II.